# 피터 첸
피터 첸 (Dr. Peter Pin-Shan Chen, 陳品山, 천핀샨, 1947년 1월 3일~ )은 엔터티 관계 모델(ER 모델)의 창작자이다. 국립대만대학(전자 공학,1968), 하버드 대학(컴퓨터 과학/응용 수학,1973)을 졸업하였다. 1983 이후 피터첸 박사는 루이지애나 주립 대학교 컴퓨터 과학과의 M. J. Foster Distinguished Chair 교수로 있다.
ER 모델은 많은 시스템 분석과 디자인 방법론, 컴퓨터 지원 소프트웨어 엔지니어링(CASE)도구, 저장소 시스템의 기초로 제공되었다. ER 모델은 IBM의 레퍼지토리 매니저/MVS 와 DEC의 CDD/Plus의 기초이다. "엔터티-관계 모델 (ER 모델)", "엔터티-관계 다이어그램 (ER Diagram)"이란 용어는 온라인 사전, 서적, 기사, 웹 페이지, 강의 적요, 상업적인 상품 안내 책자 등에 널리 사용되었다.
피터 첸 박사의 논문은 컴퓨터 소프트웨어 분야에서 가장 많이 인용되는 논문 중 하나이다. 최근에, 1,000명의 컴퓨터 과학과 교수들을 설문한 결과, 이 논문은 컴퓨터과학 분야에서 가장 많은 영향을 미친 38개의 논문에 포함되었다. 1998년 그는 펠로우의 위치에서 계산기 학회를 이끌었다.
피터 첸 박사의 업적은 소프트웨어 엔지니어링, 특히 컴퓨터 지원 소프트웨어 엔지니어링(CASE)도구의 초석이 되었다. 80년 말과 90년대 초, IBM 응용 개발 사이클(AD/Cycle) 프레임워크와 DB2 레퍼지토리는 ER 모델을 기반으로 하고 있다. 다른 밴더들의 레퍼지토리 시스템들(예 : Digital CDD++) 또한 ER 모델이 골격이 되었다. 피터 첸은 구조적인 시스템 개발 방법론을 전 세계에 강의하고 연구함으로써 컴퓨터 지원 소프트웨어 엔지니어링(CASE) 산업에 중요한 영향을 주었다. ER 모델은 CA사의 ERWIN, 오라클의 Designer/2000, 사이베이스의 PowerDesigner (심지어 마이크로소프트 비지오 같은 일반적인 드로잉 도구)같은 메이저 CASE 툴과 IDEF 1X 표준에 영향을 끼쳤다.
월드 와이드 웹을 매우 인기있게 한 하이퍼텍스트 개념은 ER 모델의 주요개념과 매우 유사하다. 현재,피터 첸 박사는 몇몇의 월드와이드 웹 컨소시엄의 XML 실무단(W3C)들의 방문 전문가로서 연결관계를 연구 조사하고 있다.
또한 ER모델은 객체 지향 분석과 설계 방법론들 그리고 시맨틱 웹의 최근 연구에 기반이 되는 역할을 하였다. UML 모델링 언어는 ER모형에서 그것의 근원들을 찾을 수 있다.